# Glucuronidierung
Glucuronidierung bezeichnet den Vorgang der Ausscheidung unpolarer Stoffe über Leber und Niere durch Bindung an Glucuronsäure – eine Uronsäure, welche durch zweifache Oxidation am Kohlenstoffatom 6 (C6) aus Glucose entsteht. Die Glucuronidierung findet im endoplasmatischen Retikulum der Hepatozyten statt.
Gift- und Arzneistoffe sowie körpereigene Stoffe wie die Steroidhormone oder das Bilirubin werden durch Bindung an Glucuronsäure zu Glucuroniden. Diese sind gegenüber dem ursprünglichen auszuscheidenden Stoff wesentlich hydrophiler und können so besser über die Niere ausgeschieden werden.
Der Verknüpfung dieser Stoffe mit Glucuronsäure geht eine UTP-abhängige Aktivierungsreaktion voraus, welche durch das Enzym UDP-Glucuronosyltransferase, einer Glycosyltransferase, katalysiert wird. Das entstehende Produkt dieser Reaktion ist UDP-Glucuronsäure, die aktivierte Form der Glucuronsäure. Ohne diese Aktivierung der Glucuronsäure wären nachfolgende Schritte endergon und in den Zellen damit praktisch unmöglich. Schließlich kann unter Abspaltung des UDP am Kohlenstoffatom 1 (C1) der UDP-Glucuronsäure eines der genannten Substrate über eine glycosidische Bindung mit der Glucuronsäure am C1 verknüpft werden.